# Металлоорганическая химия
Металлоорганическая химия — раздел химии, изучающий металлоорганические соединения — химические соединения, содержащие по крайней мере одну химическую связь между атомом углерода органической молекулы и металлом, включая щелочные, щелочноземельные и переходные металлы, а иногда и металлоиды (полуметаллы), такие как бор, кремний и селен.  Цианиды, карбиды, а в некоторых случаях и карбонилы металлов, также содержащие связь металл—углерод, считают неорганическими соединениями. Некоторые родственные соединения, такие как гидриды переходных металлов и фосфиновые комплексы металлов, часто включаются в анализ металлоорганических соединений, хотя, строго говоря, они не являются металлоорганическими. Родственный, но отличный термин "металлоорганическое соединение" относится к металлосодержащим соединениям, в которых отсутствуют прямые связи металл—углерод, но которые содержат органические лиганды. Представителями этого класса являются β-дикетонаты металлов, алкоксиды, диалкиламиды и фосфиновые комплексы металлов. Область металлоорганической химии объединяет аспекты традиционной неорганической и органической химии.
Металлоорганические соединения широко используются как стехиометрически в исследовательских и промышленных химических реакциях, так и в роли катализаторов для увеличения скорости таких реакций (например, как при использовании гомогенного катализа), где целевые молекулы включают полимеры, фармацевтические препараты и многие другие виды практических продуктов. Свойства определяются связью металл-углерод, которая может изменяться от полностью ионной до полностью ковалентной. Кроме этих типов химической связи в молекулах металлоорганических соединений существуют также электронодефицитные связи в ассоциатах, делокализованные связи и дативные связи с участием d-орбиталей в комплексных соединениях переходных металлов.

## Металлоорганические соединения

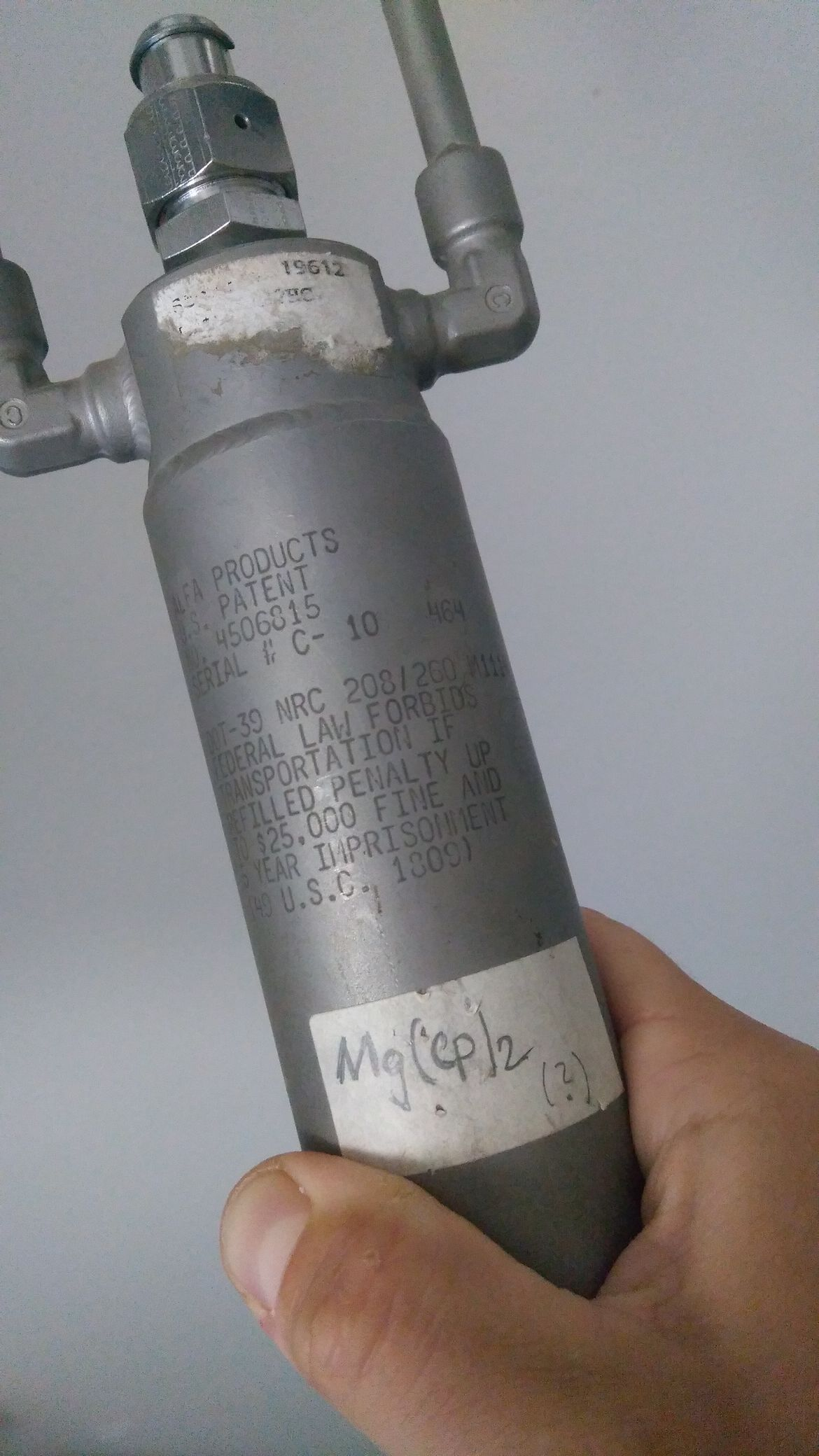
Нержавеющая бутылка, содержащая MgCp_{2} (бис-циклопентадиенил магния), опасное вещество, как и большинство других металлоорганических соединений. Текст гласит: «Федеральный закон запрещает транспортировку, в случае повторного заполнения штраф до 25 000 долларов и 5 лет тюремного заключения».

Металлоорганические соединения обозначаются префиксом «органо-» (например, соединения органопалладия), и включают все соединения, содержащие связь между атомом металла и атомом углерода. Помимо традиционных металлов (щелочные, щелочноземельные, переходные и постпереходные металлы), лантаноиды, актиноиды, полуметаллы и элементы бор, кремний, мышьяк и селен образуют металлоорганические соединения. Примерами металлоорганических соединений являются реактивы Гилмана, содержащие литий и медь, и реактивы Гриньяра, содержащие магний. Тетракарбонил никеля и ферроцен являются примерами металлоорганических соединений, содержащих переходные металлы. Другие примеры металлоорганических соединений включают литийорганические соединения, такие как н-бутиллитий (n-BuLi), цинкорганические соединения, такие как диэтилцинк (Et2Zn), оловоорганические соединения, такие как трибутилтитангидрид (Bu3SnH), борорганические соединения, такие как триэтилборан (Et3B), и алюминийорганические соединения, такие как триметилалюминий (Me3Al).